# Brita (przedsiębiorstwo)
BRITA GmbH – niemieckie przedsiębiorstwo specjalizujące się w produktach do filtracji wody.

## Historia

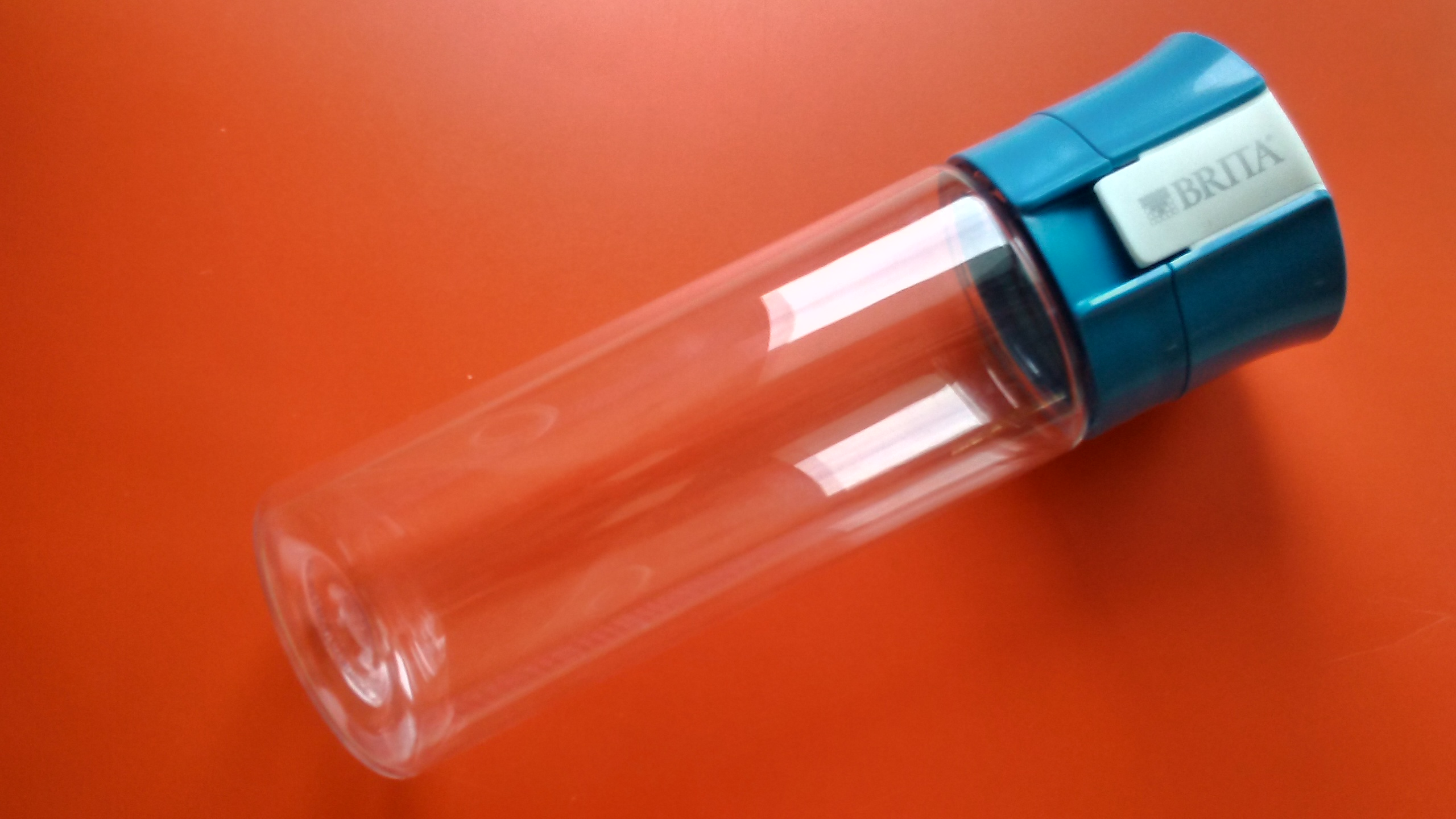
Butelka filtrująca wodę węglem aktywnym

Przedsiębiorstwo zostało założone w 1966 roku przez Heinza Hankammera. Od roku 1999 zarządzane jest przez przedstawiciela drugiej generacji rodziny – Markusa Hankammera. Nazwa przedsiębiorstwa wywodzi się od imienia córki założyciela. Główna siedziba znajduje się w Taunusstein, niedaleko Wiesbaden w Niemczech. Przedsiębiorstwo zatrudnia około 950 pracowników, zaś swoje przedstawicielstwa ma w około 14 krajach, zarówno w formie oddziałów, jak i podmiotów joint venture. Dystrybuuje swoje produkty w około 60 krajach na 5 kontynentach.

## Profil
Przedsiębiorstwo zajmuje się produkcją filtrów do wody zarówno dla potrzeb gospodarstw domowych, jak i profesjonalnych firm gastronomicznych oraz z sektora AGD. Produkty firmy Brita obejmują filtry dzbankowe, filtry nakranowe, pojemniki o dużej pojemności z filtrem, rozbudowane systemy filtrujące do wody oraz wkłady filtrujące zintegrowane z produkowanymi przez firmy partnerskie urządzeniami AGD – wszystkie z zastosowaniem granulowanego węgla aktywowanego oraz wymiennika jonowego. Działanie produkowanych przez firmę wkładów filtrujących ma na celu redukcję twardości wody oraz usunięcie innych substancji wpływających negatywnie na smak i zapach wody, takich jak chlor i jego związki.
W 1996 roku BRITA otrzymała tytuł „Cichy zwycięzca”, udzielony przez Harvard Business School Press, Boston. Nagrodę otrzymują firmy, które odkryły niszę na rynku, utworzyły dla niej rynek zbytu i konsekwentnie go rozwinęły.
Brita Group:
Brita GmbH, Niemcy (siedziba główna)
Brita Water Filter Systems PTY Ltd., Australia
Brita Sarl, Francja
Brita Manufacturing (UK) Limited BMC, Wielka Brytania
Brita Water Filter Systems Ltd., Wielka Brytania
Brita Italia S.r.l. Unipersonale, Włochy
Brita Japan KK, Japonia
Brita Korea, Korea
Brita Benelux B.V., Holandia
Brita Polska Sp. z o.o., Polska
Brita AG, Szwajcaria
Brita Spain S.L., Hiszpania
Mavea LLC, Stany Zjednoczone
Mavea Canada Inc., Kanada
Joint venture
Usha Shriram BRITA Pvt. Ltd., Indie